# Sent Bebian
Sent Bebian (en francès Saint-Vivien) és un municipi francès situat al departament de la Dordonya i a la regió de la Nova Aquitània.

## Demografia
| 1962                                       | 1968 | 1975 | 1982 | 1990 | 1999 | 2007 |
| ------------------------------------------ | ---- | ---- | ---- | ---- | ---- | ---- |
| 249                                        | 274  | 247  | 250  | 242  | 241  | 287  |
| Des de 1962: població sense dobles comptes |      |      |      |      |      |      |

## Administració
| Període   | Identitat       | Partit        |
| --------- | --------------- | ------------- |
| 2001-2008 | Serge Lacroix   | Divers droite |
| 2008-     | Didier Fourcaud | Divers gauche |